# ピット砦

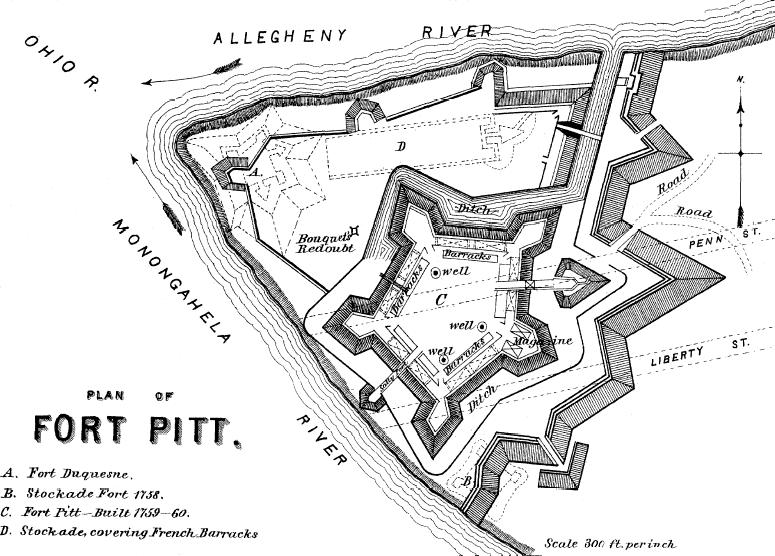
1795年のピット砦

ピット砦（ピットとりで、英: Fort Pitt）は、イギリス植民地軍が植民の軍事拠点とするため、アメリカ・インディアンの領土に建設した砦。
現在のペンシルベニア州アレゲニー郡ピッツバーグ市にあった。

## 概要
イギリスとフランスは、それぞれの「新大陸」入植において、原住民インディアンの領土の奪い合いとなった。インディアンたちは両国の代理戦争に駆り出され、激しい殺し合いを煽られた。
英仏の植民地争奪戦である「フレンチ・インディアン戦争」では、イロコイ連邦やカタウバ族、チェロキー族が英国植民地軍と、デラウェア族やショーニー族ほか多数の部族がフランス植民地軍と軍事同盟を組んだ。彼らはそれぞれ両国から武器や弾薬の提供を受けた。
この砦は、「フレンチ・インディアン戦争」の初期にフランス植民地軍が造った「デュケイン砦」の隣に、1758年に造られた。この位置は戦略的に重要な位置にあったため、戦いの焦点になったのである。
1755年、イギリス植民地軍のブラドック遠征隊がデュケイン砦の奪取を試み、モノンガヘラ川で反撃に遭って多くの戦死者を出した。フランス植民地軍は1758年にもイギリス軍の攻撃を叩き潰したが、11月にジョン・フォーブス将軍の遠征隊の接近をみて砦を放棄し破壊した。

### イギリス植民地軍の裏切り
フォーブス遠征隊の勝利要因は、この地域のインディアン部族が、イギリス植民地軍と「イーストン条約」を結び、フランス植民地軍との同盟を破棄したことにあった。
主にデラウェア族およびショーニー族からなるインディアン連合は、「デュケイン砦の攻略が終われば、本来彼らの領土であるこの地からイギリス植民地軍は立ち去る」との約条のもとに、「イーストン条約」に同意した。インディアンたちはこの砦のある場所を白人との交易拠点とすることは望んだが、イギリス植民地軍の駐屯は望まなかった。
しかし、イギリス植民地軍はインディアンたちとの約束を破り、この地に新しい砦を建設し、ウィリアム・ピット（大ピット）に因んで「ピット砦」と名付けた。

### イギリス植民地軍による細菌戦
イギリス植民地軍の裏切りを受けて、1763年、デラウェア族およびショーニー族は領土奪回のために「ポンティアック戦争」に参加し、イギリス植民地軍を追い出そうとした。
インディアン連合は1763年6月22日にピット砦の包囲戦を開始したが、砦の防御が堅く力では落ちなかった。
イギリス植民地軍はここで、細菌によるインディアンの絶滅を謀った。インディアンによる包囲中に呼びかけた和平交渉の席で、ピット砦の指揮官はデラウェア族の酋長たちに天然痘に汚染された毛布を贈り、かれらの感染死を目論んだのである。この謀略の成果は定かではないが、8月1日、インディアンの大半は包囲を解いた。
インディアンたちは接近しつつあったイギリス植民地軍のヘンリー・ブーケット大佐の進軍阻止に動いたが、「ブッシー・ランの戦い」でブーケットが勝利し、インディアンを追い払い、8月20日にピット砦を開放した。
「ポンティアック戦争」の後、ピット砦はイギリス植民地軍にとって不要となり、1772年には放棄された。

### 「ダンモア砦」への名称変更

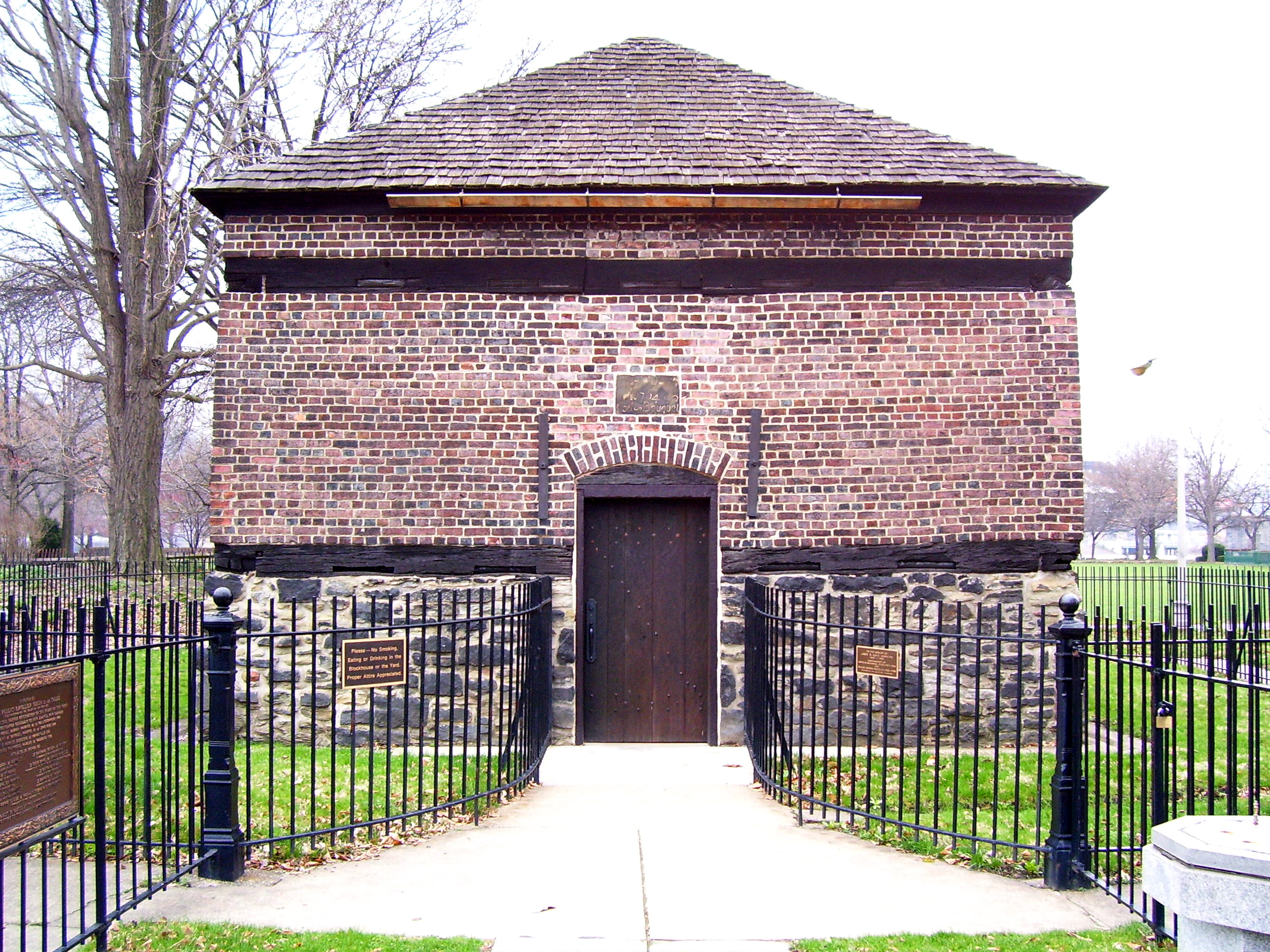
ブロックハウス

インディアンの民族浄化を終えたピッツバーグ一帯の広大な土地は、バージニア植民地とペンシルベニア植民地の双方が所有権を主張するところとなり、白人たちの間で権力闘争が始められた。やがてバージニアの白人植民たちがピット砦を占領し、1770年代の暫くの間、砦はバージニア知事のダンモア卿に因んで「ダンモア砦」と呼ばれた。
「ダンモア砦」は1774年に、イギリス植民地軍による、ショーニー族とミンゴ族インディアンに対する民族浄化である「ダンモアの戦争」で、イギリス植民地軍の拠点となった。
アメリカ独立戦争の間は、この砦が西部戦線の本部として機能した。
現在、フォートピットブロックハウスと呼ばれる煉瓦造りの防塞がポイント州立公園に残っており、ピット砦があったことを示す唯一の遺構となっている。この建屋は1764年に造られ、ピッツバーグだけでなく、西ペンシルベニアでも白人が作った最古の建物と信じられている。家屋として長年使われ、「アメリカ独立戦争の娘達」によって購入され保存され、一般に公開された。ピット砦の基礎の一部が発掘され、砦の部分が再構築されて、ポイント州立公園を訪れる人は砦の大きさを感じ取ることができる。再建されたモノンガヘラ稜堡の部分がピット砦博物館となっている。またピット砦鋳物工場は南北戦争の間、ウィリアム・メトカーフが指導した連邦の重要な軍需工場であった。